# Roswell Rudd
Roswell Hopkins Rudd (Sharon, 17 november 1935 - Kerhonkson, 21 december 2017) was een Amerikaanse jazztrombonist en muzieketnoloog.

## Biografie
Rudd werkte na een examen in 1965 aan de Yale University samen met Alan Lomax als muzieketnoloog. Hij vervulde voor een poos een leraarschap voor muzieketnologie aan de University of Maine, om daarna weer te werken als muzikant.
Na bezigheden met traditionele jazzcombo's tussen 1954 en 1959 in New York, waar hij trombone speelde in tailgate-stijl, kwam Rudd in contact met de avant-garde jazz. Hij speelde vervolgens met de pianist Herbie Nichols (1960 tot 1962) en werkte daarna samen met Steve Lacy en nu en dan met Cecil Taylor, voordat hij in 1964 met John Tchicai het New York Art Quartet formeerde en meewerkte aan het album Four for Trane van Archie Shepp. In 1965 werd hij lid van het Jazz Composer's Orchestra. Hij was ook betrokken bij Carla Bley's opname voor Gary Burton en aan Escalator over the Hill en het Liberation Music Orchestra, maar hij speelde ook met Karl Berger, Perry Robinson en Sheila Jordan. Sinds begin jaren 1970 werkte hij samen met Enrico Rava. Samen met Steve Lacy was hij steeds weer betrokken bij interpretaties van de werken van Thelonious Monk (b.v. met Mal Waldron en Don Cherry, maar ook met Misha Mengelberg, Ig Henneman en Han Bennink).
Rudds muzieketnologisch onderzoek kenmerkte ook zijn composities en zijn muzikale projecten. Hij hield zich bezig met verbindingen tussen de jazztraditie, de veelzijdige vormen van etnische muziek en ook de erfenis van de klassieke Europese muziek. Hetgeen hij vervolgens als typische uitdrukking van Afro-Amerikaanse muziek bijvoorbeeld meende te herkennen in blues, ontdekte hij later in alle secties van de zogenaamde wereldmuziek. Samen met Verna Gillis ondernam Rudd in 2000 een expeditie naar Mali, waar hij zich bezighield met de traditionele kora en waar hij de eerste keer Toumani Diabaté ontmoette. Tijdens de daaropvolgende jaren werkte hij ook met Allen Lowe en de zangeres Heather Masse.

## Overlijden
Roswell Rudd overleed in december 2017 op 82-jarige leeftijd aan de gevolgen van kanker.

## Discografie
Zie discografie van Roswell Rudd